# داستان ارواح شهری
داستان ارواح شهری (به انگلیسی: Urban Ghost Story) یک فیلم ترسناک بریتانیایی محصول سال ۱۹۹۸ به کارگردانی و نویسندگی ژنویو جولیف با بازی جیسون کانری، استفانی باتل، هدر آن فاستر و نیکولا استپلتون است. 
این فیلم نامزد دو جوایز فیلم ایندیپندنت بریتانیا شد. این فیلم برنده دو جایزه فانتافستیوال بهترین بازیگر زن و بهترین فیلم شد.